# Scharffia
Scharffia es un género de arañas araneomorfas de la familia Cyatholipidae. Se encuentra en el África oriental.

## Lista de especies
Según The World Spider Catalog 12.0:
- Scharffia chinja Griswold, 1997
- Scharffia holmi Griswold, 1997
- Scharffia nyasa Griswold, 1997
- Scharffia rossi Griswold, 1997